# 橘子洲
橘子洲坐落在湖南省长沙市岳麓区湘江中央，是一个狭长的沙洲，又名桔子洲、桔洲、橘洲、水陆洲。南北全长约5公里；东西最宽处约320米，最窄约170米。洲上有居民居住，现因为整体规划已迁出许多。橘子洲于2001年成为长沙岳麓山风景名胜区橘子洲景区。

## 历史
《水经注·湘水》：“湘水之北径南津城西，西对橘洲。”《荆州记》：“乃至夏水怀山，诸州皆没，橘州独在。”

长沙的名称来历中的一种说法就是因为橘子洲形成之前是江中一道长长的沙滩，因此得名“长沙”。据史料的记载，橘子洲形成于晋惠帝永兴二年（公元305年）。唐朝时洲上盛产南橘，在江汉地区盛销。杜甫有诗“桃源人家易制度，橘洲田土仍膏腴”。潇湘八景中“江天暮雪”就是描绘橘子洲的。洲上原有水陆寺、拱极楼、江心楼。据清《长沙县志》记载，橘子洲分上洲、中洲、下洲，即牛头洲、水陆洲、傅家洲。历史上三洲只有在水位极低的情况下才出现首尾相连的情形，所以长沙古谚有云：“三洲连，出状元。”但近代以来，由于泥沙淤积，现除了傅家洲在水位高时隔断外，三洲基本一体。清朝末年1904年长沙对外开放，辟为商埠，自1911年起，洲上开始形成外侨居住区，包括英国、日本领事馆、海关税务司，以及英、德、美、日商人住宅。民国时期，唐生智也在此有公馆。如今还有少数建筑保存下来。

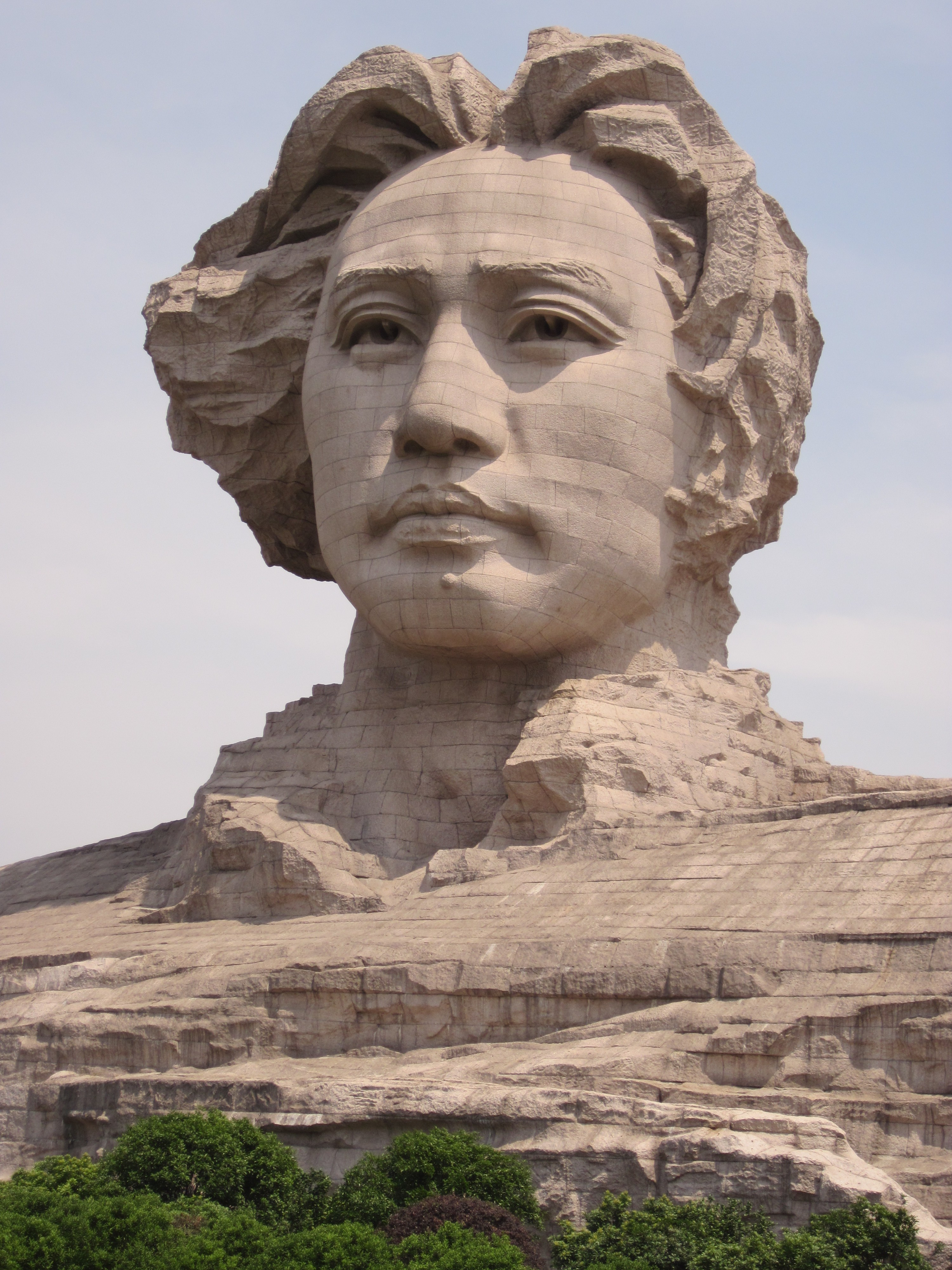
毛泽东青年艺术雕塑

橘子洲头位于橘子洲的最南端，现在是橘洲公园的一部分。朱熹、张栻当年往来于湘江之上，就绕过橘子洲头。毛泽东从年轻时到建国后多次来这里观景、游泳。1925年他在此写下《沁园春·长沙》，发出“问苍茫大地，谁主沉浮”的感慨。建国后他七次到橘子洲头附近的湘江游泳。1974年，81岁的毛泽东最后一次回到湖南长沙，10月15日仍然来到橘子洲头追思。1982年橘洲公园建成，公园里有毛泽东的“橘子洲头”的题字和《沁园春·长沙》的词一体的碑，亭榭，成片的橘林。
2009年12月20日，毛泽东青年艺术雕塑在橘子洲建成。2010年，重建毁于太平军炮火的江神庙、拱极楼。从2010年起，橘子洲每年举办“橘子洲国际音乐节”。
2016年8月3日，国家旅游局宣布撤消橘子洲旅游区5A景区资质，原因是景区安全隐患严重、环境卫生差、旅游服务功能严重退化和管理不规范。2017年12月18日，经过全国旅游资源规划开发质量评定委员会组织专家组复核，橘子洲景区恢复5A景区资质。

## 接驳交通
2014年4月29日，长沙地铁2号线一期工程通车，设在岛上的橘子洲站同时启用。

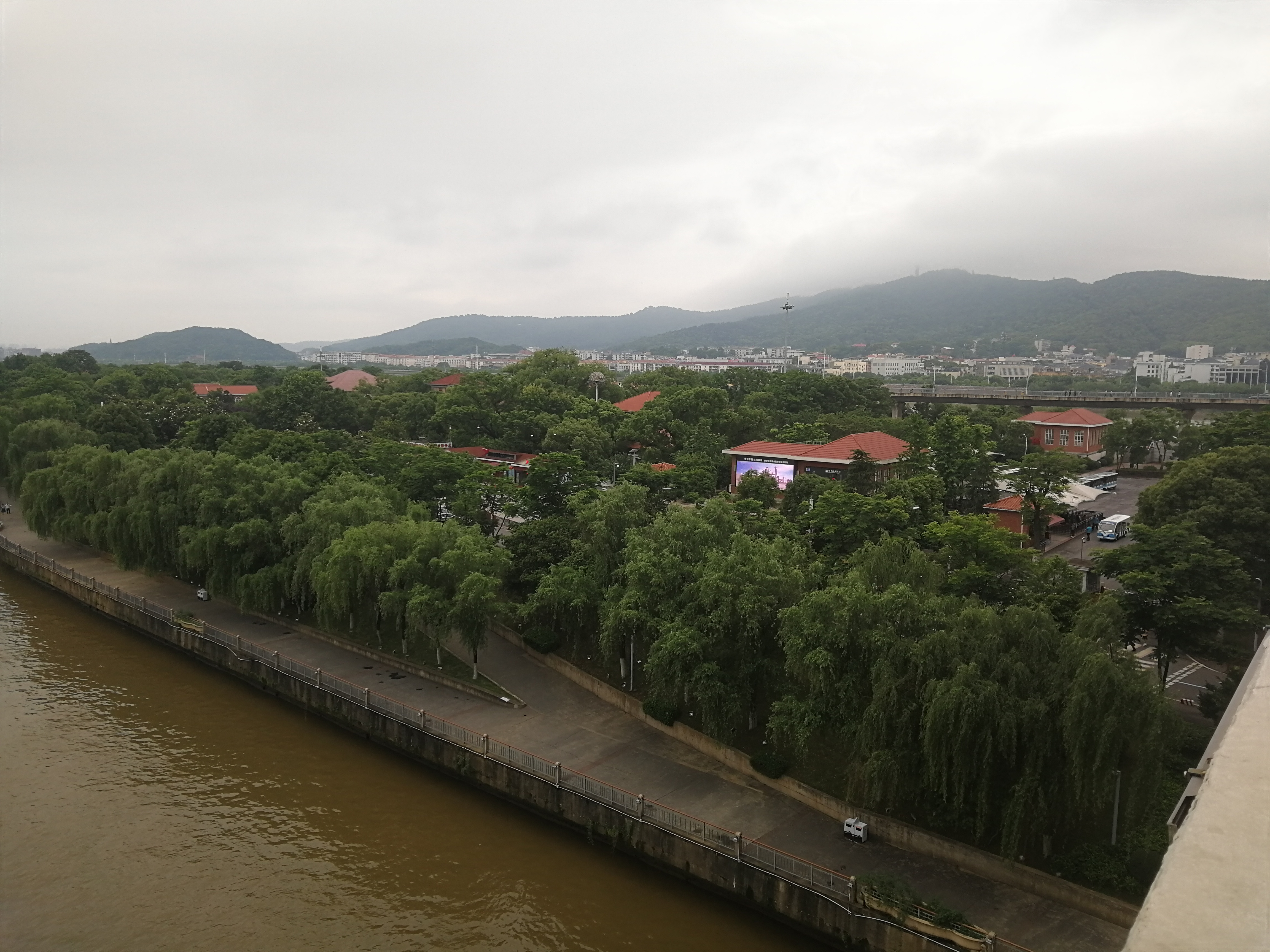
2号线橘子洲站
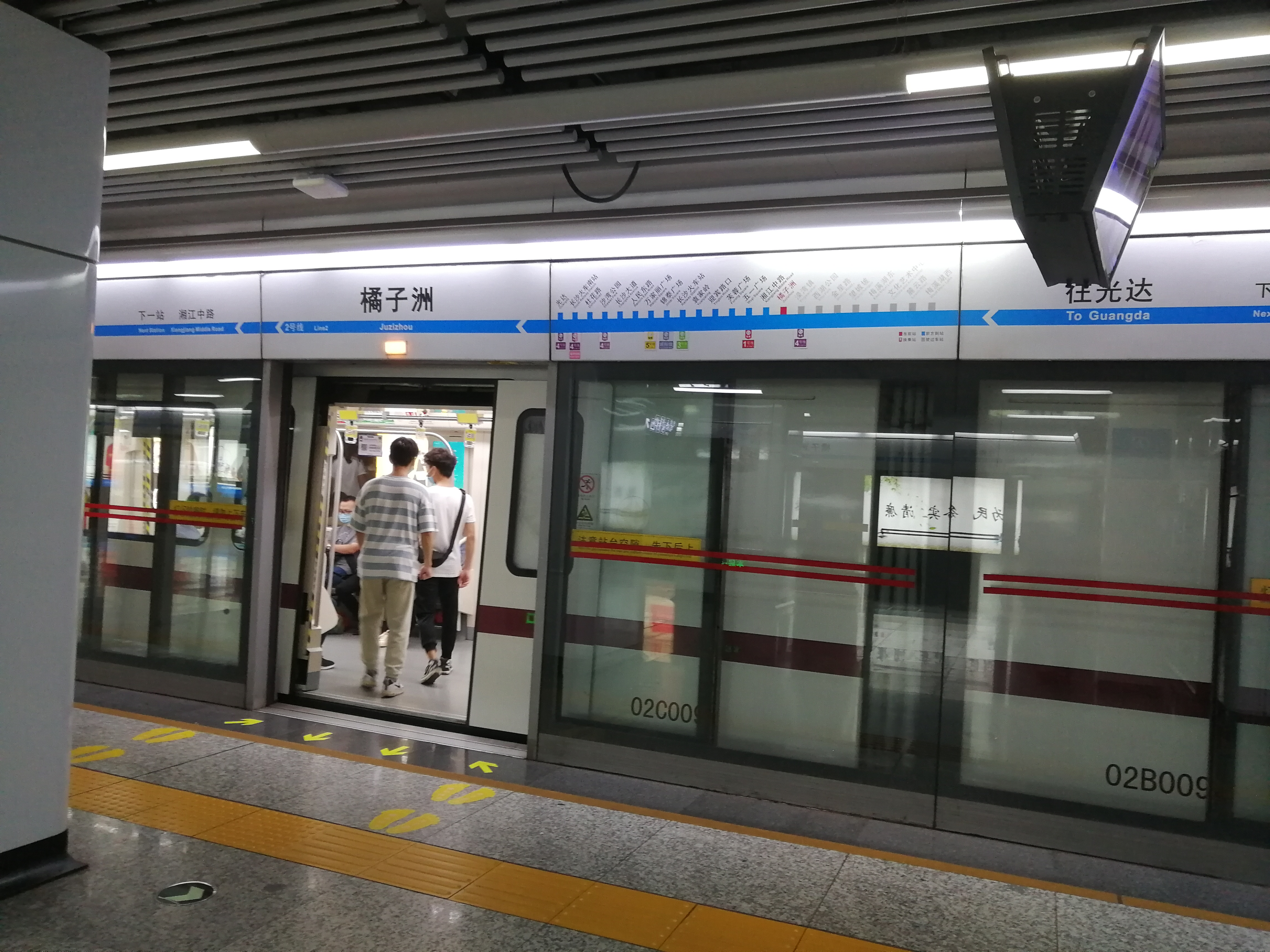
2号线列车停靠橘子洲站

## 島上交通
橘子洲上有观光小火车，每天早上7点开始会從固定站点出发，沿着橘子洲环绕行驶一圈後回到起点。

## 照片集
- 毛泽东、蔡和森、萧三、向警予等人的雕像。
- 海关公廨旧址。
- 望江亭。
- 2016年7月9日橘子洲焰火《你好，青春》
- 2016年7月9日橘子洲焰火《你好，青春》
- 2016年7月9日橘子洲焰火《你好，青春》